# Taşlıhüyük, Altınyayla
Taşlıhüyük là một xã thuộc huyện Altınyayla, tỉnh Sivas, Thổ Nhĩ Kỳ. Dân số thời điểm năm 2011 là 470 người.